# Willem Oltmans

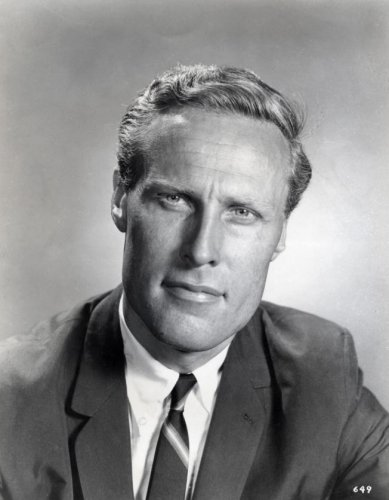
Willem Oltmans (1950er Jahre)

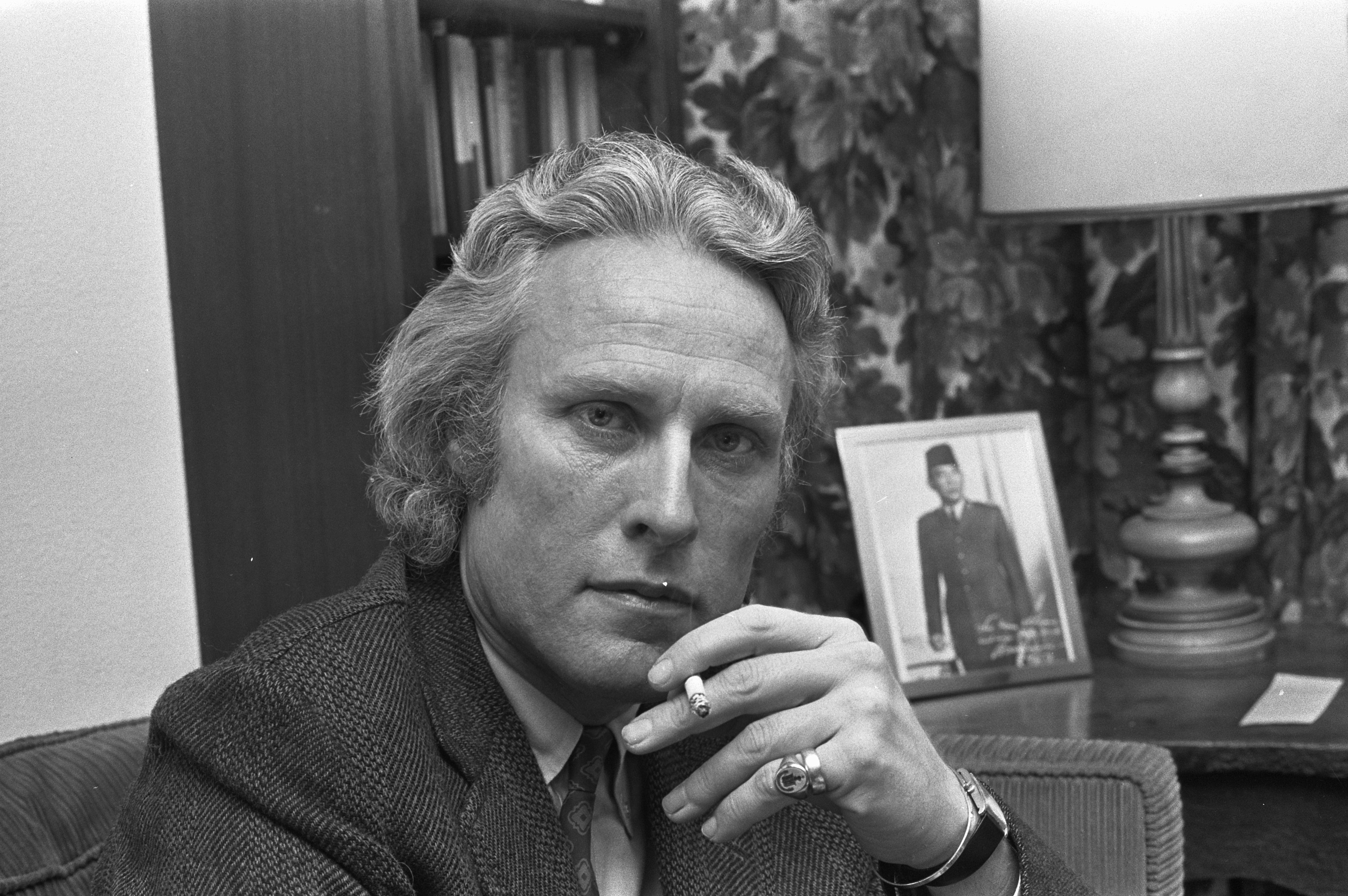
Oltmans im Jahre 1972, rechts hinter ihm ein Porträt Sukarnos

Willem Leonard Oltmans (* 10. Juni 1925 in Huizen; † 30. September 2004 in Amsterdam) war ein niederländischer Investigativjournalist und politischer Autor. Nationale Bekanntheit erreichte er durch seine kontroversen Ansichten und Berichterstattung zur niederländischen Indonesienpolitik in den 1950er Jahren, wobei er die Unabhängigkeit des Landes von der niederländischen Kolonialmacht forderte und offen den umstrittenen Präsidenten Sukarno unterstützte. In den USA wurde er später für seine Aussagen zum Mord an John F. Kennedy bekannt.

## Leben
Oltmans betätigte sich nach eigenen Angaben während des Zweiten Weltkrieges im Widerstand gegen die deutschen Besatzer. Während seines Studiums der Politikwissenschaft in Yale in den Jahren 1948 bis 1950 nahm er eine kritische Haltung zum Kolonialismus ein. Seine journalistische Karriere begann er 1953 beim Algemeen Handelsblad, später arbeitete er für De Telegraaf. Für Aufsehen sorgte ein 1956 in Rom geführtes positives Interview mit dem damals in den Niederlanden unbeliebten indonesischen Präsidenten Sukarno, in der Folge forderte Oltmans auch die Unabhängigkeit von Niederländisch-Neuguinea. Diese Haltung wurde in Regierungskreisen kritisch betrachtet, Oltmans zufolge hätten der niederländische Geheimdienst und die Regierung seine Arbeit daraufhin jahrelang behindert und sabotiert. Ein langjähriger Prozess billigte ihm im Jahre 2000 deshalb eine staatliche Entschädigung von umgerechnet 3,6 Millionen Euro zu. Insbesondere bestand eine langjährige Feindschaft zwischen Oltmans und dem christlich-konservativen Politiker Joseph Luns. In den 1960er Jahren arbeitete Oltmans als US-Korrespondent des Nachrichtensenders NOS in den USA. In dieser Funktion beschäftigte er sich auch mit dem Kennedy-Attentat. Dem Spiegel zufolge soll er auch Berater des kurzzeitigen kongolesischen Premiers Lumumba gewesen sein. In den 1980er Jahren reiste er mehrmals in die UdSSR und verfasste mit dem sowjetischen Politologen Georgi Arkadjewitsch Arbatow das Sachbuch Der sowjetische Standpunkt, welches die Position Moskaus in außenpolitischen Fragen darstellen sollte, wobei sich die Autoren gegen ein als zu einseitig wahrgenommenes Bild des Ostblocks aussprachen. 2003 wurde er trotz seines schwierigen Verhältnisses zur Monarchie Berater von Prinzessin Margriet von Oranien-Nassau. 2004 verstarb er an Krebs.

## Aussagen zum Tod Kennedys
Oltmans führte mehrere Interviews mit George de Mohrenschildt, einem in Texas lebenden russischstämmigen Petroleumgeologen, welcher ein Freund des mutmaßlichen Kennedy-Mörders Lee Harvey Oswald war. De Mohrenschild beharrte zu Lebzeiten darauf, nicht in eine Verschwörung zur Ermordung des Präsidenten verwickelt gewesen zu sein. Dies stellten er und seine Ehefrau auch in Aussagen vor der Warren-Kommission, der ersten offiziellen Untersuchung des Mordfalles klar. Mitte der 1970er Jahre reisten Oltmans und de Mohrenschildt in die Niederlande, dem Journalisten zufolge geschah dies auf Bitten de Mohrenschildts, da sich dieser verfolgt fühle. Der Zeuge reiste jedoch unerwartet auf eigene Faust wieder in die USA. Das House Select Committee on Assassinations, ein Untersuchungsausschuss des US-Repräsentantenhauses, hatte mittlerweile den Kennedy-Fall wieder aufgenommen und war an einer neuerlichen Aussage de Mohrenschildts interessiert, dieser verstarb jedoch im März 1977 durch Suizid, bevor es zu einer Befragung kommen konnte. Oltmans behauptete nun öffentlich, de Mohrenschildt habe ihm gestanden, Teil eines Mordkomplotts gewesen zu sein. Demzufolge habe der Attentäter Oswald auf de Mohrenschildts Anweisung gehandelt, auch Vertreter aus Politik und Ölindustrie seien an der Verschwörung beteiligt gewesen. Zudem behauptete Oltmans, dass der Zeuge selbst Opfer eines Mordanschlages geworden sei. Diesen Aussagen wurde sowohl von Journalisten als auch von den Hinterbliebenen de Mohrenschildts widersprochen. Laut der New York Times sagte die Tochter des Verstorbenen aus, dass dieser Angst vor Oltmans gehabt habe und der Meinung gewesen sei, in Amsterdam von ihm unter Drogen gesetzt worden zu sein. 1991 übernahm Oltmans in Oliver Stones Film JFK die Rolle seines verstorbenen Bekannten George de Mohrenschildt.